# Xyris laxiflora
Xyris laxiflora là một loài thực vật hạt kín trong họ Hoàng đầu. Loài này được F.Muell. miêu tả khoa học đầu tiên năm 1874.